# Lalling
Lalling è un comune tedesco di 1 609 abitanti, situato nel land della Baviera.